# Veiligheidswet (België)
De Veiligheidswet is de belangrijkste basiswet waarop het Belgische Algemeen Reglement voor de Arbeidsbescherming of kortweg ARAB was gebaseerd. Dat laatste is in 2017 grotendeels opgegaan in de Codex over het welzijn op het werk.
De Veiligheidswet, die in voege trad op 10 juni 1952, bevatte enerzijds de reglementeringen inzake gezondheid en de veiligheid van de werknemers en anderzijds de reglementeringen inzake de hygiënische gesteldheid van het werk en de werkplaatsen.
Deze wet werd geregeld gewijzigd. Hiervoor moest voorafgaand het advies van de Hoge Raad voor Veiligheid, Gezondheid en Verfraaiing van de werkplaatsen ingewonnen worden.
De uitvoeringsbesluiten van deze wet waren terug te vinden in het ARAB, met name in Titel Ibis, Titel II, Titel III en Titel V.
In de jaren 90 bleek dat de Veiligheidswet volledig diende herwerkt te worden omwille van de Europese reglementeringen maar ook omwille van de ontwikkelingen op het vlak van de preventie van de blootstelling tegen risico's van de werknemers op het werk. Het bleek niet meer voldoende om arbeidsveiligheid en arbeidsgezondheid in enge zin te behandelen maar dit diende verruimd te worden naar de toestand van de werknemers in zijn totaliteit. Daarom werd ook gekozen om voortaan de term welzijn te gebruiken.
In 1996 werd de Veiligheidswet dan ook vervangen door de Welzijnswet.